# 멜라

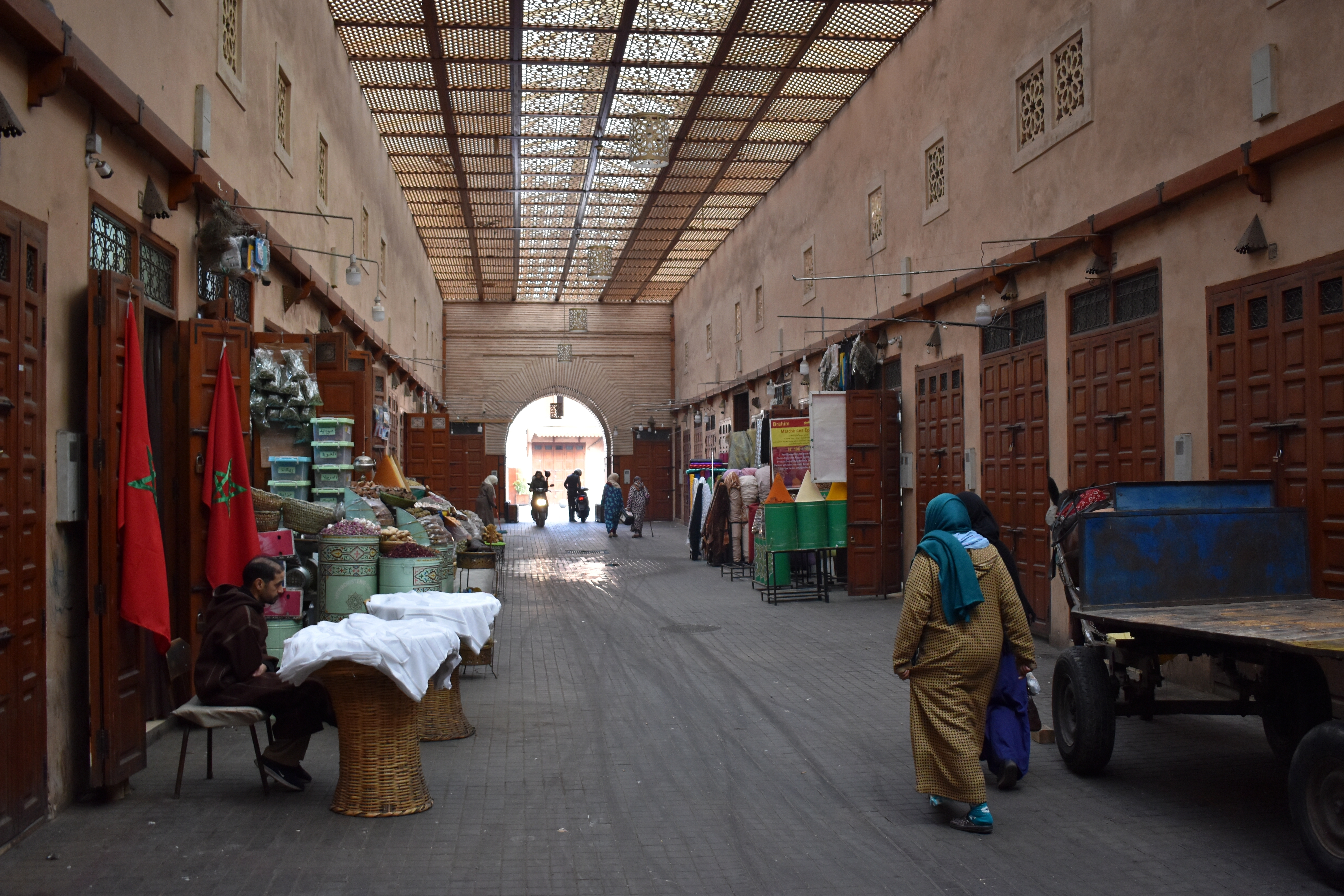

멜라 (mellah, 아랍어: ملاح, 문자 그대로 해석하면 '소금')는 모로코의 도시에서 유대인 거주 지역으로 분리된 구역으로서, 유럽의 게토와 흡사한 형식이다. 유대인들은 이 지역에 갇혀 15세기부터 살아야 했으며, 19세기 초부터 이런 형태가 더욱 널리 퍼졌다.
멜라는 벽으로 요새처럼 둘러싸여 있으며, 유대인 구역은 왕궁이나 고관의 거주지에 위치한다. 반발이나 모반을 바로 처리하기 위함이다. 도시의 경우 그렇지만 시골이나 지방의 경우에는 유대인이 사는 마을이 단독으로 따로 있다.

## 같이 보기
- 게토